# Соколовская, Ольга Борисовна
Ольга Борисовна Соколовская (род. 26 июля 1991, Донецк) — российская баскетболистка, выступающая в амплуа разыгрывающего защитника.

## Биография
Соколовская Ольга родилась в баскетбольной семье: папа — Борис Ильич, главный тренер сборной России, старшая сестра — Ирина, бронзовый призёр Олимпийских игр. Первые свои шаги Ольга делает в Самаре, выступая за юношеский «ВБМ-СГАУ» в детско-юношеской баскетбольной лиге. В 2007 году была вызвана в кадетскую сборную России на чемпионат Европы в Латвию.
В 2008 году она приезжает в Вологду, где её папа тренировал «Вологда-Чевакату». После года в дубле вологодской команды Ольга вслед за своим отцом покидает Вологду и появляется в клубе второго дивизиона «Спартак-Педуниверситет». Поиграв полсезона в Пензе, баскетболистка вновь приезжает к отцу, который тренирует новосибирское «Динамо-ГУВД». С 2010 по 2013 годы Соколовская является основным игроком дубля, изредка выходя в основном составе сибирячек. Играя в Новосибирске, Ольга участвует в молодёжном чемпионате Европы, где становится серебряным призёром первенства.

### Статистика выступлений за клубы (средний показатель)
| Клубы                                         | Сезон   | Чемпионат | Чемпионат | Чемпионат | Чемпионат | Кубок России | Кубок России | Кубок России | Кубок России | Еврокубки | Еврокубки | Еврокубки | Еврокубки |
| Клубы                                         | Сезон   | Игр       | Очк       | Подб      | Перед     | Игр          | Очк          | Подб         | Перед        | Игр       | Очк       | Подб      | Перед     |
| --------------------------------------------- | ------- | --------- | --------- | --------- | --------- | ------------ | ------------ | ------------ | ------------ | --------- | --------- | --------- | --------- |
| «Вологда-Чеваката — 2»                        | 2008/09 | 22        | 6,7       | 1,7       | 1,1       | 10           | 6,7          | 2,6          | 2,4          | —         | -         | -         | -         |
| «Спартак-Педуниверситет» (Пенза)              | 2009/10 | 13        | 3,1       | 2,2       | 0,8       | 4            | 7,2          | 3,2          | 1,5          | —         | -         | -         | -         |
| «Динамо-ГУВД» (Новосибирск) «Динамо-ГУВД — 2» | 2010    | 14        | 5,6       | 2,9       | 2,4       | -            | -            | -            | -            | —         | -         | -         | -         |
| «Динамо-ГУВД» (Новосибирск) «Динамо-ГУВД — 2» | 2010/11 | 5 28      | 2,4 7,9   | 0,8 2,8   | 0,4 2,5   | 5            | 2,2          | 2,4          | 1,4          | 4         | 0,8       | 1,5       | 1,8       |
| «Динамо-ГУВД» (Новосибирск) «Динамо-ГУВД — 2» | 2011/12 | 6 37      | 0 9,9     | 0,7 4,3   | 0,7 3,8   | 3            | 2,7          | 1,3          | 1,0          | 1         | 0         | 0         | 1,0       |
| «Динамо-ГУВД» (Новосибирск) «Динамо-ГУВД — 2» | 2012/13 | 4 38      | 0,2 11,3  | 0 4,0     | 0,2 3,6   | 1            | 2,0          | 7,0          | 4,0          | 1         | 0         | 0         | 0         |

### Статистика выступлений за сборную России (средний показатель)
| Сборная        | Сезон | Место | Чемпионат | Чемпионат | Чемпионат | Чемпионат |
| Сборная        | Сезон | Место | Игр       | Очк       | Подб      | Перед     |
| -------------- | ----- | ----- | --------- | --------- | --------- | --------- |
| ЧЕ (до 16 лет) | 2007  | 6     | 8         | 7,1       | 2,6       | 0,6       |
| ЧЕ (до 18 лет) | 2009  | 9     | 6         | 3,3       | 1,0       | 1,0       |
| ЧЕ (до 20 лет) | 2011  | 2     | 2         | 1,5       | 0,5       | 0         |

## Достижения
- Серебряный призёр молодёжного чемпионата Европы: 2011